# Roger G. Newton
Roger Gerhard Newton (* 30. November 1924 als Gerhard Neuweg in Landsberg (Warthe); † 14. April 2018 in Bloomington, Indiana) war ein US-amerikanischer theoretischer Physiker.
Er wurde als Sohn des jüdischen Zahnarztes Arthur Neuweg und der Margarete Minna Blanca Neuweg in Landsberg an der Warthe geboren.
Mit 13 Jahren baute er sich in Berlin einen Kurzwellenempfänger, um damit den Boxkampf zwischen Max Schmeling und Joe Louis vom 22. Juni 1938 zu verfolgen. Sein Vater konnte unter den Nazis nicht mehr praktizieren, und seine Mutter wurde wegen Fluchtplänen nach Südamerika inhaftiert. Newton musste ab 1942 Zwangsarbeit leisten. Die letzten Kriegsmonate verbrachte er in den Kellerräumen ausgebombter Wohnungen in Berlin, und er emigrierte nach dem Krieg mithilfe des United Jewish Appeal nach Buffalo. 1947 begann er ein Studium an der Harvard University.
Newton promovierte 1953 bei Julian Schwinger an der Harvard University und lernte dort Ruth Gordon kennen, die er am 18. Juni 1953 heiratete. Danach war er 1953 bis 1955 (und später 1979) am Institute for Advanced Study. Ab 1955 war er an der Physik-Fakultät der Indiana University, zuletzt als Distinguished Professor Emeritus. 1973 bis 1980 war er Vorsitzender der Physik-Fakultät und 1982 bis 1986 des Institute for Advanced Study der Indiana University. Er war unter anderem Gastprofessor an der Ohio State University, der Universität Rom, der Universität Montpellier und der Universität Genf.
Newton befasste sich insbesondere mit Streuproblemen in der klassischen Physik und Quantenmechanik, worüber er ein Standard-Lehrbuch veröffentlichte. Dabei untersuchte er auch das inverse Streuproblem  und die S-Matrix-Theorie in der Elementarteilchenphysik (einschließlich Regge-Theorie) sowie Fragen der Quantenfeldtheorie. Er veröffentlichte auch populärwissenschaftliche Bücher über Physik und ein Lehrbuch der Quantenmechanik.
Er war Mitherausgeber des American Journal of Physics und 1992 bis 2005 Herausgeber des Journal of Mathematical Physics. Er war Fellow der American Association for the Advancement of Science und der American Physical Society.

## Schriften
- Scattering theory of waves and particles, McGraw Hill 1966, 2. Auflage, Springer 1982, Dover 2002
- Sternstunden der Physik- wie die Natur funktioniert, Birkhäuser 1995 (englisches Original: Thinking About Physics, What Makes Nature Tick?, Harvard University Press, 1993)
- Truth of Science – physical theories and reality, Harvard University Press, 1997
- How physics controls reality. Einstein was correct, but Bohr won the game, World Scientific 2009
- Quantum Physics: A Text for Graduate Students, Springer Verlag, 2002
- Galileo's Pendulum: From the Rhythm of Time to the Making of Matter, Harvard University Press, 2004
- From Clockwork to Crapshoot: A History of Physics, Harvard University Press, 2007
- The complex j-plane. Complex angular momentum in quantum scattering theory, Benjamin 1964
- Inverse Schrödinger scattering in three dimensions, Springer 1989
- mit Robert Gilbert (Herausgeber): Analytic methods in mathematical physics, Gordon and Breach 1977 (Symposium Indiana University 1968)

## Verweise
1. ↑  Obituary for Roger G. Newton. Allen Funeral Home and Crematory, abgerufen am 20. April 2018 (englisch).
2. ↑  Eintrag bei encyclopedia.com, abgerufen am 21. April 2018
3. ↑  zum Beispiel mit Res Jost Construction of Potentials from the S-Matrix for systems of differential equations, Nuovo Cimento, Bd. 1, 1955, S. 590

| Personendaten    | Personendaten                                                            |
| ---------------- | ------------------------------------------------------------------------ |
| NAME             | Newton, Roger G.                                                         |
| ALTERNATIVNAMEN  | Newton, Roger Gerhard (vollständiger Name); Gerhard Neuweg (Geburtsname) |
| KURZBESCHREIBUNG | US-amerikanischer theoretischer Physiker                                 |
| GEBURTSDATUM     | 30. November 1924                                                        |
| GEBURTSORT       | Landsberg (Warthe)                                                       |
| STERBEDATUM      | 14. April 2018                                                           |
| STERBEORT        | Bloomington, Indiana                                                     |